# 頓涅茨克市旗

頓涅茨克市旗是烏克蘭城市頓涅茨克的市旗，其上方是藍色條紋，下方是黑色條紋，中央是頓涅茨克市徽。市徽屬於社會主義紋章，象徵頓涅茨克的煤鐵產業。

## 外部連結
- Flags of the World website （页面存档备份，存于） - Donets'k (Donets'k, Ukraine)
- （烏克蘭語） Donets'k at heraldry.com.ua （页面存档备份，存于）